# Abbaye des Allois
 (décembre 2023).
L'abbaye des Allois est une abbaye bénédictine de moniales, située en Haute-Vienne, fondée aux Allois puis transférée à Limoges.

## Histoire

### Fondation
L'abbaye de bénédictines Notre-Dame, Saint-Laurent, Sainte-Victoire aurait été fondée vers 1137, sous la règle de saint Augustin, aux Allois dans le canton de Saint-Léonard-de-Noblat en Haute-Vienne.
Elle était issue d'un prieuré de religieuses, soumis au supérieur d'une communauté de chanoines réguliers, et l'abbesse devait obéissance aux chanoines d'Aureil.

### Évolution du statut
La règle de saint Benoît est adoptée au XIIe siècle ou au début du XIIIe siècle mais elle était suivie alternativement avec celle de saint Augustin.
En 1503, il y avait 123 religieuses. Au nom du grand prieur de Cluny, un moine de Brantôme vient y faire visite le 6 mai 1506. Puis, toujours au nom du grand prieur de Cluny, elles ont la visite du prieur d'Aureil. Cette abbaye garde son indépendance jusqu'en 1653 où l'évêque de Limoges demande son agrégation à Cluny qui envoie un commissaire le 20 août 1653.
Les moniales ont suivi la règle de saint Augustin jusqu'en 1810.
Cinq prieurés relevaient de l'abbaye des Allois :
- Saint-Blaise de la Boulonie ou Montaigut-le-Noir à Compreignac ;
- Sainte-Anne de Fougerat à Bussière-Dunoise ;
- Sainte Marie-Madeleine du Petit-Valeix à Roziers-Saint-Georges ;
- La Bolonie à La Geneytouse (qui est alors une autre paroisse) ;
- Nativité de Saint-Jean-Baptiste-de-la-Ronze à Arrènes.

### Unions et transferts
En 1750 les moniales de l'abbaye d'Allois sont transférées à Limoges et s'unissent aux clarisses urbanistes, dites les grandes Claires de Limoges, dans leur couvent entre la place de la Cité et la cathédrale de Limoges. 
Après le grand incendie de Limoges en 1790, le couvent des Ursulines étant détruit, il est proposé de les reloger au couvent des Allois en les unissant mais ce projet n'aboutit pas.

### Liste des prieures et abbesses
Prieures
- 1137-1150 : Etiennette
- 1150-1180 : Blanche  (1)

Abbesses
- 1180-1198 : Blanche (2)
- 1198-1215 : Ayceline I de Sarrau
- 1215-1228 : Béatrice I de Jovignac
- 1228-1240 : Ayceline II
- 1240-1249 : Fouquette I
- 1249-1260 : Jeanne I
- 1260-1278 : Alix de Boisse
- 1278-1288 : Auzane
- 1288-1304 : Volgude
- 1304-1317 : Béatrice II de Vision
- 1317-1343 : Fouquette II de Saint-Jean
- 1343-1362 : Marguerite I Lamy
- 1362-1431 : Marie I Audouin
- 1431-1461 : Sereine de Nabolières
- 1461-1462 : Mapia de Nabolières
- 1462-1484 : Jeanne II de Nabolières
- 1484-1512 : Marguerite II de Nabolières
- 1512-1556 : Françoise de Genouilhac de La Baume de Foursac
- 1556-1593 : Marguerite III de Genouilhac de La Baume de Foursac
- 1593-1595 : Jeanne III de Montroux de Tranchelion
- 1595-1610 : Isabelle de Genouilhac de La Baume de Foursac
- 1610-1613 : Catherine de Genouilhac de La Baume de Foursac
- 1613-1626 : Suzanne de Beaufort de La Vergne
- 1626-1669 : Judith I de Genouilhac de La Baume de Foursac
- 1669-1715 : Judith II de Genouilhac de La Baume de Foursac
- 1715-1741 : Anne-Thérèse de Pichon d’Affis
- 1741-1758 : Léonarde-Gabrielle d’Ussel de Châteauvert
- 1758-1771 : Marie II Madeleine de Lentilhac
- 1771-1781 : Marie III Louise de Villoutreys de Faye
- 1781-1791 : Marie IV Antoinette d’Ussel de Châteauvert

## Architecture
L'ensemble des bâtiments formait un quadrilatère dont un des côtés était l'église abbatiale rue des Allois.

### L'église abbatiale
L'église abbatiale a été détruite à la Révolution en 1793. Cette église Saint-Genest se trouvait à l'emplacement actuel des numéros 2 à 4 de la rue des Allois. Elle mesurait 16,5 mètres de long sur 11,5 mètres de large. 

### Les bâtiments monastiques
Le logis abbatial formait un autre côté et il y est adossé un cloitre qui porte inscrite la date de 1687.
En 1806, Jean-Marie-Philippe Dubourg, évêque de Limoges, rachète ce qui reste des bâtiments conventuels pour y loger les prêtres de Saint-Sulpice directeurs du séminaire.